# Милован Милованович
Милован Милованович е сръбски юрист и държавник от периода до Първата световна война, съавтор на конституциите на Сърбия от 1888 и 1901 г., министър-председател (1911-1912 г.) и един от архитектите на Балканския съюз.

## Кратка биография
Милованович придобива докторска степен по правни науки в Париж. Впоследствие той става професор в Белградския университет и в това си качество изработва либералната конституция от 1888 г. Две години по-късно е назначен за държавен секретар във външното министерство на Сърбия, а през 1896-1897 г. служи като министър на правосъдието.
Като привърженик на опозиционната Радикална партия и противник на режима на Александър Обренович, през 1899 г. Милованович е осъден задочно на 2 години затвор. По онова време той е извън страната.
През 1900 г. властите позволяват на Милованович да се завърне в Сърбия и да заеме отново правителствена служба. Година по-късно става министър на икономиката и допринася за написването на нова сръбска конституция.
От 1908 г. Милованович е министър на външните работи, а от юли 1911 г. до смъртта си е министър-председател на Сърбия, като запазва ръководството над външното ведомство. По време на кризата около анексирането на Босна и Херцеговина успява да избегне въоръжен конфликт с Австро-Унгария и повежда политика на сближение с България. Тази политика води до подписването на българо-сръбския договор от 29 февруари (13 март по нов стил) 1912 г., станал гръбнак на Балканския съюз срещу османската империя.